# Prapreče pri Šentjerneju
Prapreče pri Šentjerneju so naselje v Občini Šentjernej.Poznano naselje predvsem po reji konj. Nekdaj je bilo več konj kot prebivalcev.